# Matthias Miller
Matthias Miller (* 10. März 1991 in Ochsenhausen) ist ein deutscher Politiker (CDU). Seit 2021 ist er Abgeordneter im Landtag von Baden-Württemberg für den Landtagswahlkreis Böblingen.

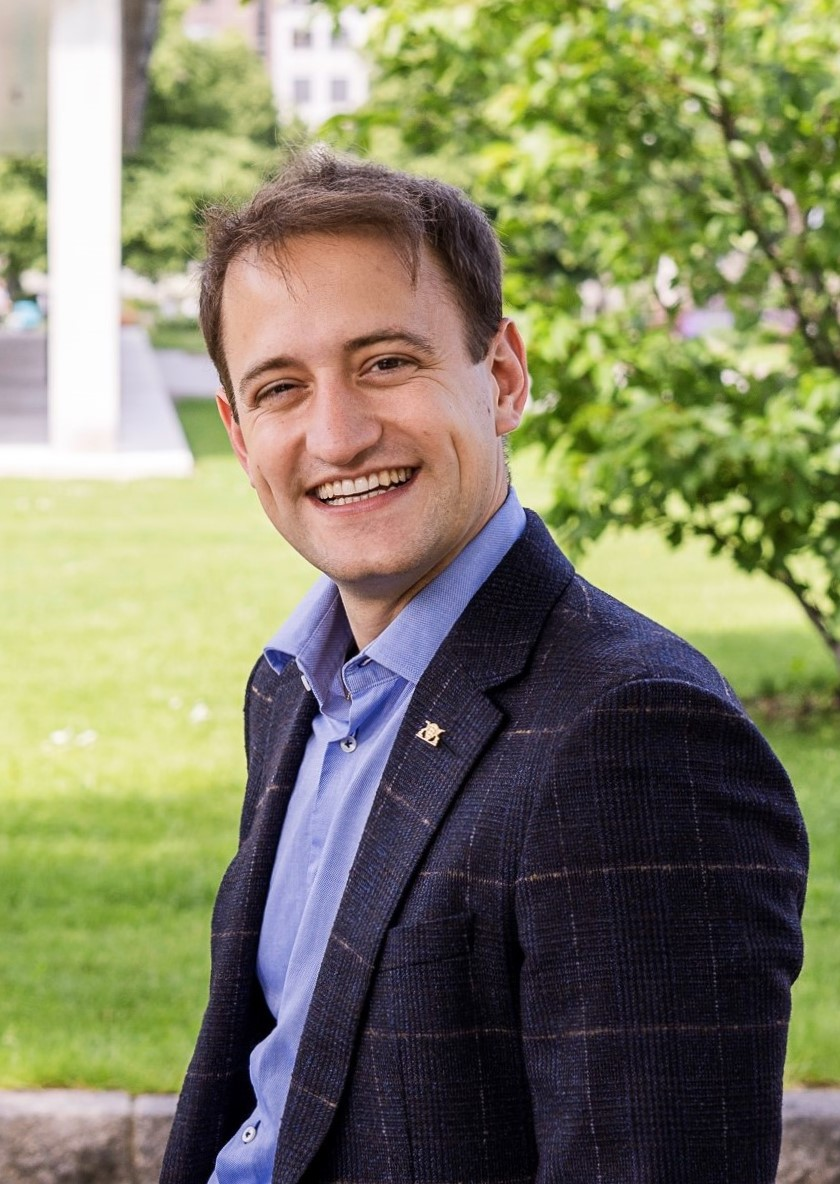
Matthias Miller

## Persönlicher Werdegang
2009 erwarb Miller am Fanny-Leicht-Gymnasium in Stuttgart das Abitur. Von 2009 bis 2015 studierte er Rechtswissenschaften an der Albrecht-Ludwigs-Universität Freiburg, an der West Bengal National University of Juridical Sciences in Kalkutta und an der Ludwig-Maximilians-Universität München. Während seiner Studienzeit wurde er durch Stipendien der Konrad-Adenauer-Stiftung und des Max-Weber-Programms unterstützt. Er legte das erste und zweite juristische Staatsexamen mit Prädikat ab. Miller war parallel zu seiner Studien- und Referendarzeit als studentischer und wissenschaftlicher Mitarbeiter in Freiburg, München und Tübingen tätig. Im Herbst 2018 trat Miller in den notariellen Anwärterdienst des Landes Baden-Württemberg ein und wurde unter anderem als Referent an das Deutsche Notarinstitut in Würzburg abgeordnet. Er ist Autor zahlreicher juristischer Fachbeiträge aus dem Gesellschaftsrecht sowie dem öffentlichen Recht und wurde im März 2022 mit einer Arbeit unter dem Titel „Die relative Gesellschafterstellung im GmbH-Recht“ promoviert.

## Privates
Miller ist katholisch und verheiratet. Er wuchs in Steinenbronn mit drei Geschwistern auf. Miller spielt Klavier, Trompete und Orgel und ist seit 2010 C-Kirchenmusiker. Er ist Mitglied der katholischen Studentenverbindungen KDStV Ripuaria Freiburg im Breisgau und KDStV Tuiskonia München im CV. Bei der Herbstinvestitur 2024 des Ordens vom Heiligen Grab zu Jerusalem wurde Miller in den Stand eines Ritters aufgenommen.

## Politischer Werdegang
Von 2017 bis 2021 war Miller Kreisvorsitzender der Jungen Union im Kreis Böblingen. Seit 2019 ist er Gemeinderat in Steinenbronn und seit 2021 Kreisvorsitzender des CDU-Kreisverbands in Böblingen. Zur Landtagswahl 2021 in Baden-Württemberg trat Miller im Landtagswahlkreis Böblingen an und errang mit 25,3 % ein Zweitmandat. Als Abgeordneter ist Miller Mitglied des Bildungsausschusses und des Innenausschusses. Darüber hinaus ist Miller für die CDU-Landtagsfraktion Obmann im Petitionsausschuss. Seit April 2022 ist er zudem Obmann in der Enquete-Kommission „Krisenfeste Gesellschaft“. Bei der Landtagswahl 2026 tritt er nicht erneut an.

## Sonstiges
Miller ist Mitglied des Kuratoriums der Bundesakademie für musikalische Jugendbildung in Trossingen. Für Aufregung sorgte ein am Wahltag von der CDU Baden-Württemberg veröffentlichter Tweet, der Miller am Frühstückstisch mit fünf weiteren Personen zeigte. Dies warf die Frage auf, ob ein Verstoß gegen die damals gültige Corona-Verordnung des Landes Baden-Württemberg vorlag, die private Treffen mit einem anderen Haushalt auf insgesamt fünf Personen beschränkte. Der Tweet wurde nach entsprechender Kritik wieder gelöscht. Miller wurde 2020 unter dem Titel „Coronavirus: Erster Politiker betroffen“ auch in der überregionalen Presse rezipiert, da es sich bei ihm um den ersten Patienten im Landkreis Böblingen handelte. Auf Vorschlag der CDU-Landtagsfraktion Baden-Württemberg wurde Miller zum Mitglied der 17. Bundesversammlung gewählt. Er ist Mitglied im Aufsichtsrat der Landesmesse Baden-Württemberg.